# Ophichthus rex
Ophichthus rex är en fiskart som beskrevs av Böhlke och Caruso, 1980. Ophichthus rex ingår i släktet Ophichthus och familjen Ophichthidae. Inga underarter finns listade i Catalogue of Life.